# Фьораванти, Луиджи
Луи́джи Фьорава́нти (англ. Luigi Fioravanti; 22 января 1981, Орландо) — американский боец смешанного стиля, выступающий на профессиональном уровне с 2004 года. Представитель полусредней весовой категории, известен по участию в турнирах таких организаций как UFC, MFC, M-1 Global.

## Биография
Луиджи Фьораванти родился 22 января 1981 года в городе Орландо, штат Флорида. Во время учёбы в старшей школе в Сент-Питерсберге состоял в местной команде по борьбе, становился чемпионом на районном уровне, в меньшей степени практиковал дзюдо. После окончания школы пошёл служить в армию, проходил службу на военной базе в Калифорнии в составе подразделения морской пехоты, участвовал в Иракской кампании — всего провёл в Ираке пять месяцев. В армии продолжал заниматься различными боевыми искусствами, осваивал бразильское джиу-джитсу и кикбоксинг.
Уволившись из армии, в 2004 году присоединился к известному бойцовскому клубу American Top Team и начал профессиональную карьеру бойца MMA. В течение двух лет провёл семь поединков, во всех одержал победу, благодаря чему в 2006 году получил приглашение принять участие в турнирах крупнейшей американской бойцовской организации Ultimate Fighting Championship. В дебютном бою встретился с ветераном организации Крисом Лебеном и проиграл ему единогласным решением судей.
После первого в карьере поражения Фьораванти выиграл четыре боя подряд, в том числе два боя в рамках UFC, взяв верх над Соломоном Хатчерсоном и Дейвом Менне — в первых же раундах нокаутом и техническим нокаутом соответственно, причём первая досрочная победа была признана лучшим нокаутом вечера. Затем, тем не менее, потерпел два поражения подряд, сначала удушающим приёмом сзади от Джона Фитча, потом единогласным судейским решением от Форреста Петца.
Впоследствии провёл в UFC ещё четыре боя, единогласным решением судей победил Люка Куммо и Броди Фарбера, но проиграл техническим нокаутом Диего Санчесу и Энтони Джонсону. Потерпев слишком много неудач, в 2009 году прекратил отношения с организацией и начал выступать в менее престижных промоушенах.
Смена промоушена пошла ему на пользу, Фьораванти одержал пять побед подряд и вернулся в элиту смешанных единоборств. Следующее поражение потерпел только в 2011 году на M-1 Challenge в Санкт-Петербурге, когда встречался с россиянином Андреем Семёновым, и по итогам трёх раундов судьи единогласно признали его проигравшим. Далее последовали ещё два поражения, таким же единогласным судейским решением от Джо Доэрксена и Пола Дейли.
В 2012 году Луиджи Фьораванти не провёл ни одного боя, однако затем вернулся в ММА и продолжил выступать на профессиональном уровне. В 2013 году дважды был победителем, в 2014-м один поединок проиграл, а другой выиграл. На март 2015 года запланирован его бой в рамках турнира M-1 Global в Грузии, посвящённого памяти погибшего грузинского бойца Гурама Гугенишвили.
В декабре 2015 года получил шанс выиграть титул чемпиона М-1 в среднем весе, но в итоге не смог этого сделать, проиграл действующему чемпиону Рамазану Эмееву — пропустив множество ударов, после четвёртого раунда отказался продолжить поединок.